# Större skogsvallabyer
Större skogsvallabyer (Dorcopsis) är ett släkte i familjen kängurudjur med fyra arter som lever på Nya Guinea.

## Utseende
Med en kroppslängd (huvud och bål) av 34 till 97 cm, en svanslängd av 27 till 55 cm och en vikt mellan 3,6 och 11,6 kg är de medelstora till stora kängurudjur. Arten Dorcopsis hageni har en päls med korta hår och hos de andra arterna är håren längre. Beroende på art är pälsen på ovansidan svartbrun, gråbrun eller orangebrun. Bukens färg varierar mellan mörkbrun, ljusgrå, ljus orange och vitaktig. Ibland finns ljusa strimmor på ryggen. Svansen bär bara nära kroppen hår. Honornas pung (marsupium) har öppningen framåt och innehåller fyra spenar.

## Ekologi
Större skogsvallabyer vistas främst i regnskogar i låglandet. Bara Dorcopsis atrata förekommer i bergstrakter som är upp till 1800 meter höga. Individerna är aktiva på natten och livnär sig av växtdelar som blad, gräs, frukter och rötter. Enligt iakttagelser från individer i fångenskap bildar de mindre grupper.
Fortplantningssättet är föga känt. Oftast föds en unge per kull som lever cirka 6 månader i pungen. Den äldsta kända individen blev nästan åtta år gammal.

## Arter och utbredning
Släktet utgörs av fyra arter:
- Dorcopsis atrata, förekommer bara på ön Goodenough norr om sydöstra Nya Guinea.
- Dorcopsis hageni, lever i norra Nya Guinea.
- Dorcopsis luctuosa, finns i sydöstra Nya Guinea.
- Dorcopsis muelleri, förekommer i västra Nya Guinea samt på öar i närheten.

## Status och hot
Alla arter jagas för köttets skull men bara för två arter är hotet mera allvarlig. De reagerar dessutom känslig på svedjebruk och andra förändringar av landskapet. IUCN listar Dorcopsis atrata som akut hotad (CR), Dorcopsis luctuosa som sårbar (VU) och de andra två som livskraftiga (LC).